# Bemisia lampangensis
Bemisia lampangensis là một loài côn trùng cánh nửa trong họ Aleyrodidae, phân họ Aleyrodinae.
Bemisia lampangensis được Takahashi miêu tả khoa học đầu tiên năm 1942.